# Зайцево (Архангельская область)
За́йцево — сельский населённый пункт в Верхнетоемском районе Архангельской области России.

## География
Деревня Зайцево находится на левом берегу реки Выя, в среднем её течении, на северо-востоке Верхнетоемского района. Является частью выйского села Керга (Гаврилово).

## История
Ранее деревня Зайцево входила в Гавриловское сельское общество Мамонтинской волости 2-го стана Сольвычегодского уезда Вологодской губернии.
С 2006 года Зайцево входит в состав Выйского сельского поселения (МО «Выйское»).

## Демография
Численность населения деревни, по данным Всероссийской переписи населения 2010 года, составляла 7 человек. В 2009 году числилось 6 человек.

### Топографические карты
- [mapp38.narod.ru/map1/index45.html Топографическая карта P-38-45,46_ Согра]
- Зайцево на Wikimapia
- Зайцево. Публичная кадастровая карта. Архивировано из оригинала 7 марта 2016 года.